# Мичиган Стэдиум
Мичиган Стэдиум (англ. Michigan Stadium), также известный как «Большой дом» (англ. The Big House)) — открытый стадион, расположенный в городе Анн-Арбор (штат Мичиган, США). Стадион принимает у себя матчи университета Мичигана в NCAA по американскому футболу (М, с 1927 года).
Стадион стоимостью $950тыс. был открыт в 1927 году, заменив тем самым бывшую площадку команды университета — 46-тысячный Ферри-филд, и поначалу вмещал «всего лишь» 82 тысячи мест. Постепенно стадион увеличился, и после капитальной реконструкции стадиона в 2010, его вместимость составила 109900 зрителей, что позволило ему стать самым большим стадионом для командных видов спорта в США, и третьим — в мире (после северокорейского Стадиона 1 мая и индийского Стадиона индийской молодёжи). Дополнительное место на стадионе было сделано для бывшего директора NCAA Фритца Кислера. Посещаемость каждой игры на стадионе с 8 ноября 1975 года всегда была более 100 тысяч человек.
За счёт разрешения стоячих мест, Мичиган Стэдиум может вместить больше 110 тысяч зрителей. Директор Мичиган Вулваринз, Филдин Йост, однажды сказал, что из-за растущего количества фанатов команды, придётся строить стадион на 150 тысяч зрителей. Чтобы уменьшить стоимость такого проекта, было принято решение построить стадион поменьше, но с возможностью увеличения вмещаемости за счёт особенностей фундамента.
7 сентября 2013 года на матч футбольной команды Мичиган Вулваринз против Нотр-Дам Файтин Иришпришло 115109 человек, что является рекордом посещаемости стадиона.
Кроме американского футбола «Мичиган Стэдиум» неоднократно проводил хоккейные матчи на открытом воздухе. Ими были:
- 11 декабря 2010. Матч команд NCAA Мичиган Вулваринз[англ.] — Мичиган Стэйт Спартанс[англ.]. По информации сайта стадиона, все билеты были раскуплены ещё за полгода до этого события, хотя на игру пришло 104179 из 109901 зрителя. Эта игра побила мировой рекорд по посещаемости хоккейных матчей, установленный во время чемпионата мира 2010 на немецкой Вельтинс-арене (77803 зрителя).
- 1 января 2014. 6 розыгрыш Зимней классики НХЛ. Матч регулярного чемпионата НХЛ Детройт Ред Уингз 2-3 Б Торонто Мэйпл Лифс.[9]. Рекорд был опять побит. На этот раз на трибунах собрался 105491 зритель по неофициальным данным.

Кроме американского футбола, Мичиган-стэдиум принял ещё игры футбола европейского. Например, здесь сыграли испанский Реал Мадрид и английский Манчестер Юнайтед (победа англичан 3:1). На матч пришло 109318 зрителей, что стало рекордом посещаемости футбольных матчей в США.
Также Мичиган-Стэдиум является местом проведения выпускных вечеров.

## История

### Ранние года
До того, как оказаться на Мичиган-стэдиум, команда Мичиганского университета по американскому футболу играла на Ферри-филд (вместимостью 46000 зрителей). В 1926 году Филдин Йост заявил о нужде строительства более крупного стадиона, так как на Ферри-филд уже не хватало места многочисленным фанатам. По требованиям Йоста строителям нужно было построить стадион типа Йель-Боула. Стадион был построен за год, и по плану вмещал 72 тысячи зрителей. Однако, вскоре была построена верхняя секция стадиона, увеличив его вмещаемость до 82 тысяч.
1 октября 1927 года стадион был открыт матчем между командами Мичиган Вулваринс и Огайо Уэслиан. «Росомахи» не испытали проблем в том матче, победив соперника со счётом 33:0. Стадион впервые заполнилися на все 100 процентов три недели спустя после открытия. Это был матч с Огайо Бакайс, в котором «росомахи» (англ. wolverines) тоже выиграли в «сухую» (21:0). В тот день на трибунах был 84401 человек. В 1930 году на стадионе было установлено электронное табло, а также «Мичиган-стэдиум» стал первым стадионом, на котором засекается продолжительность матча.
6 октября 1956 года, посещаемость этого стадиона впервые превысила 100 тысяч зрителей. Это был матч с Мичиган Стэйт Спартанс, на который пришло 101 тыс. зрителей. В официальных протоколах было написано число «101001», так как на матче присутствовал Фритц Кислер. С тех пор место Кислера занято, а в протоколах посещаемости вычитается 1 человек.

До 1968 года на стадионе действовало правило: 
Женщины и дети не могут находиться на поле в любое время
. Сара Крульвич стала первой женщиной, чья нога коснулась покрытия поля.. Сара сейчас работает фотожурналистом газеты The New York Times.
С 8 ноября 1975 года не было ни одного матча на этом стадионе, который не набирал на трибунах менее 100 тысяч зрителей. Последним матчем на «Мичиган-Стэдиум», на котором присутствовало менее ста тысяч зрителей, была встреча с Индианой Хусиерс.

## Зрители и покрытие стадиона
Первоначально стадион вмещал 72 тысячи зрителей, но по заказу Филдина Йоста, у стадиона был построен фундамент, позволяющий расширить стадион до 200 тысяч мест.

## Рекорды посещаемости стадиона
7 сентября 2013 года матч по американскому футболу на Мичиган-стэдиум между командами Мичиган Вулверайнс и Нотре Дам Файтинг Ириш (41:30) собрал рекордную для американского футбола аудиторию — 115109 зрителей. Однако, возможно это не самое рекордное число, так как в 1927 году матч Нотр Дам-УСК по неподтверждённым данным собрал 117—123 тыс. зрителей.
Также Мичиган-стэдиум является рекордсменом NCAA по средней посещаемости домашних игр: в 2011 в среднем на трибунах бывало по 112179 зрителей, а в 2012 — 112252.
Также на этом стадионе был установлен рекорд посещаемости хоккейных матчей. Это произошло 11 декабря 2010 на матче The Big Chill at the Big House, где произошло «дерби Мичигана» (Мичиган Вулваринз — Мичиган Стэйт Спартанз). В том матче победили «росомах» 5:0. Первоначально было объявлено о 113411 зрителях, но после проверки это число уменьшилось до 104173.
Однако этот рекорд был побит на этом же стадионе. 1 января 2014 года здесь прошёл матч регулярного сезона НХЛ 2013/14 на открытом воздухе: Зимняя классика. Это был шестой розыгрыш подобного мероприятия. Первоначально предполагалось провести её в сезоне 2012/13, однако из-за локаута игру пришлось перенести на следующий сезон. В данном матче участвовали Детройт Ред Уингз и Торонто Мейпл Лифс. По буллитам выиграли «кленовые листья» 3:2. Было объявлено о 105491 зрителе, однако этот рекорд не был подтверждён Книгой рекордов Гиннесса.
| Зрители | Дата       | Результат                                 |
| ------- | ---------- | ----------------------------------------- |
| 115,109 | 7.09.2013  | Мичиган 41, Нотр Дам 30                   |
| 114,804 | 7.09.2011  | Мичиган 35, Нотр Дам 31                   |
| 113,090 | 4.09.2010  | Мичиган 30, Коннектикут 10                |
| 112,118 | 22.11.2003 | Мичиган 35, Огайо Стэйт 21                |
| 111,726 | 13.09.2003 | Мичиган 38, Нотр Дам 0                    |
| 111,575 | 20.11.1999 | Мичиган 24, Огайо Стэйт 17                |
| 111,523 | 4.09.1999  | Мичиган 26, Нотр Дам 22                   |
| 111,238 | 26.09.1998 | Мичиган 29, Мичиган Стэйт 17              |
| 111,012 | 12.09.1998 | Мичиган 28, Сиракузы 38                   |
| 106,982 | 22.11.1997 | Мичиган 20, Огайо Стэйт 14                |
| 106,867 | 20.11.1993 | Мичиган 28, Огайо Стэйт 0                 |
| 106,851 | 11.09.1993 | Мичиган 23, Нотр Дам 27                   |
| 106,788 | 10.10.1992 | Мичиган 35, Мичиган Стэйт 10              |
| 106,255 | 17.11.1979 | Мичиган 15, Огайо Стэйт 18                |
| 106,024 | 19.11.1977 | Мичиган 14, Огайо Стэйт 6                 |
| 105,543 | 22.11.1975 | Мичиган 14, Огайо Стэйт 21                |
| 105,223 | 24.11.1973 | Мичиган 10, Огайо 10 (ничья)              |
| 104,016 | 20.11.1971 | Мичиган 10, Огайо Стэйт 7                 |
| 103,588 | 22.11.1969 | Мичиган 24, Огайо Стэйт 12                |
| 103,234 | 3.10.1959  | Мичиган 8, Мичиган Стэйт 34               |
| 101,001 | 6.10.1956  | Мичиган 0, Мичиган Стэйт 9                |
| 97,369  | 19.11.1955 | Мичиган 0, Огайо Стэйт 17                 |
| 97,366  | 8.10.1955  | Мичиган 26, Арми 2                        |
| 97,239  | 24.09.1949 | Мичиган 7, Мичиган Стэйт 3                |
| 86,408  | 9.10.1943  | Мичиган 13, Нотр Дам 35                   |
| 85,088  | 19.10.1928 | Мичиган 0, Oгайо Стэйт 7                  |
| 84,401  | 22.10.1927 | Мичиган 21, Огайо Стэйт 0                 |
| 27,864  | 8.10.1927  | Мичиган 21, Мичиган Стэйт 0               |
| 17,483  | 1.10.1927  | Мичиган 33, Огайо Уэслиан 0 (первый матч) |

## Галерея
- Стадион зимой 2002
- Выпускной вечер студентов Мичиганского университета в 2003.
- Табло стадиона
- Вид стадиона сзади
- Выход футбольной команды на матч в 2009
- Восточная часть стадиона, 1 этаж
- Восточная часть стадиона, 2 этаж
- Стадион перед открытием после реконструкции 2010
- Начало хоккейного матча на открытом воздухе 11 декабря 2010
- Мультимедийное табло стадиона 10 сентября 2011
- Зимняя классика НХЛ 1 января 2014